# Il Giornale
Il Giornale er en italiensk avis, der udgives fra Milano. Avisen udkommet i et oplag på 204.000. 
Avisen blev grundlagt i 1974 af Indro Montanelli, der hidtil havde arbejdet på Corriere della Sera, men var imod avisen progressive linje. Il Giornale har fra starten været en centrum-højre-avis. Montanelli solgte avisen til Silvio Berlusconi i 1977 som følge af økonomiske vanskeligheder, men fortsatte som redaktør. I 1994 solgte Berlusconi avisen til sin bror, Paolo Berlusconi. Ny redaktør blev Vittorio Feltri. 
Partipolitisk støtter avisen Il Popolo della Libertà.